# Bácsszőlős
Bácsszőlős es un pueblo húngaro del distrito de Bácsalmás en el condado de Bács-Kiskun, con una población en 2013 de 349 habitantes.
Fue fundado en 1952 como una granja fronteriza.
Se encuentra ubicado unos 5 km al este de la capital distrital Bácsalmás.